# Wohnstiftung (Hamburg)
Eine Wohnstiftung ist eine Stiftung, die eine bestimmte Gruppe von Menschen, vom Ursprung her alte und arme, mit Wohnraum zu finanziell günstigen Bedingungen ausstattet.
Der Begriff Wohnstiftung (auch: Wohnstift) bezeichnet die Stiftung als Institution sowie das Gebäude, in dem diese untergebracht ist.
In Hamburg entstanden im Laufe der Jahrhunderte Stiftsquartiere; beispielsweise in Borgfelde, Eppendorf und St. Georg.
Wohnstiftungen wurden besonders häufig im protestantischen Norden Deutschlands gegründet.

## Wohnstiftungen in Hamburg
Wohnstiftungen gibt es in Hamburg seit dem frühen 15. Jahrhundert. Seinen Höhepunkt erreichte das Wohnstiftungswesen in der Hansestadt im 16. Jahrhundert.
Im 19. Jahrhundert erfuhr das sich auf Wohnraum beziehende Stiftungswesen eine Wiederbelebung. Zwischen 1825 und 1914 wurden etwa 100 Wohnstiftungen in Hamburg neu gebaut.
Bei diesen handelte es sich um Einrichtungen, die von vermögenden Wohltätern oder Wohlfahrtsvereinigungen zur Versorgung älterer, bedürftiger Menschen mit kostengünstigem oder unentgeltlichem Wohnraum gestiftet und betrieben wurden.

## Hamburger Wohnstiftungen (Auswahl)
Die Wohnstifte fassen Kleinwohnungen zu großen Häusern zusammen. Ihre Baukörper sind anspruchsvoll entwickelt; sie wirken palastartig. Karg gestaltet erscheinen ihre Fassaden. Die Stiftsgebäude stehen frei in Gärten beziehungsweise Parkanlagen.
Zu den Hamburger Wohnstiftungen gehören u. a. nachstehende Einrichtungen:

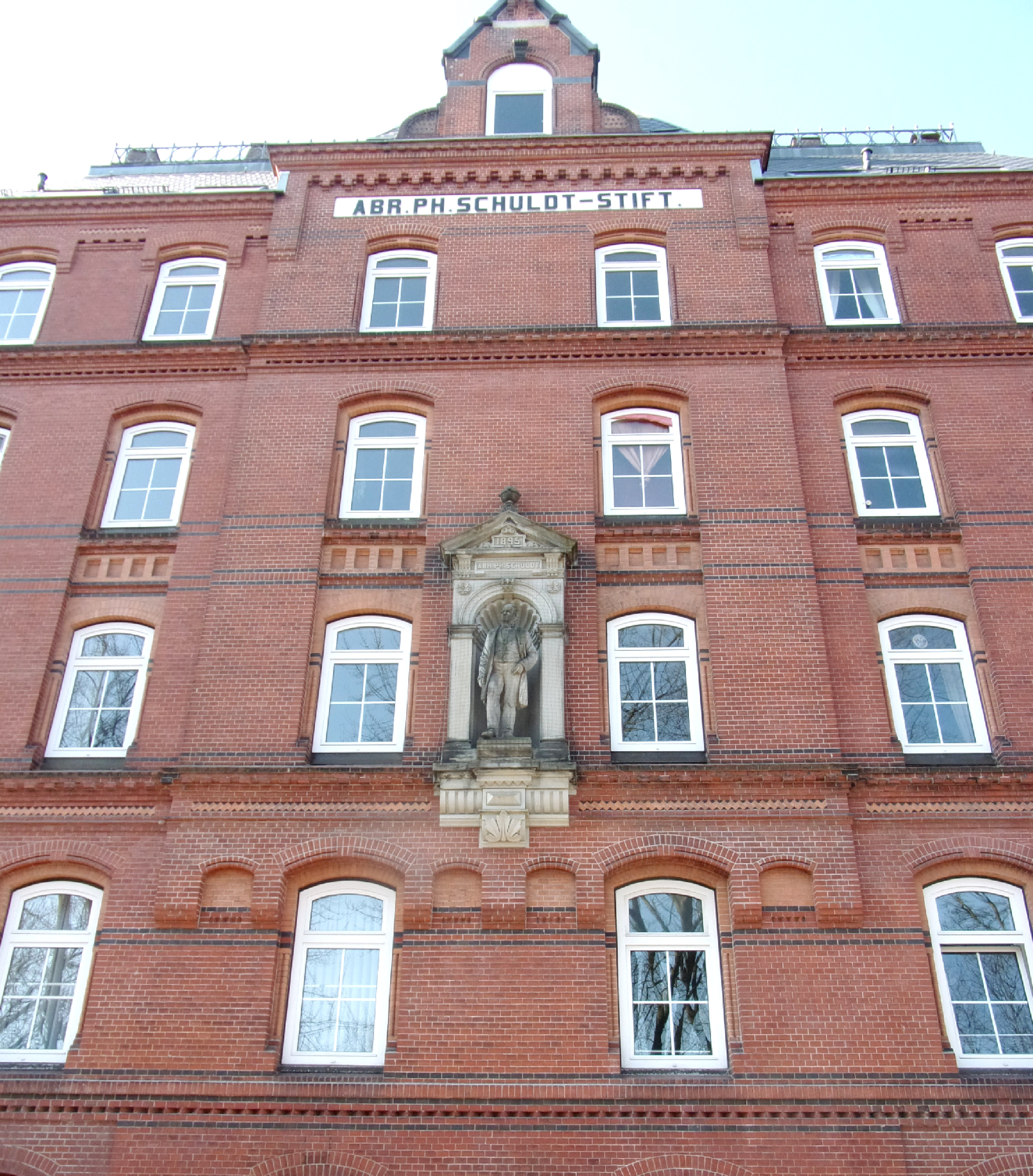
Abraham Philipp Schuldt-Stiftung
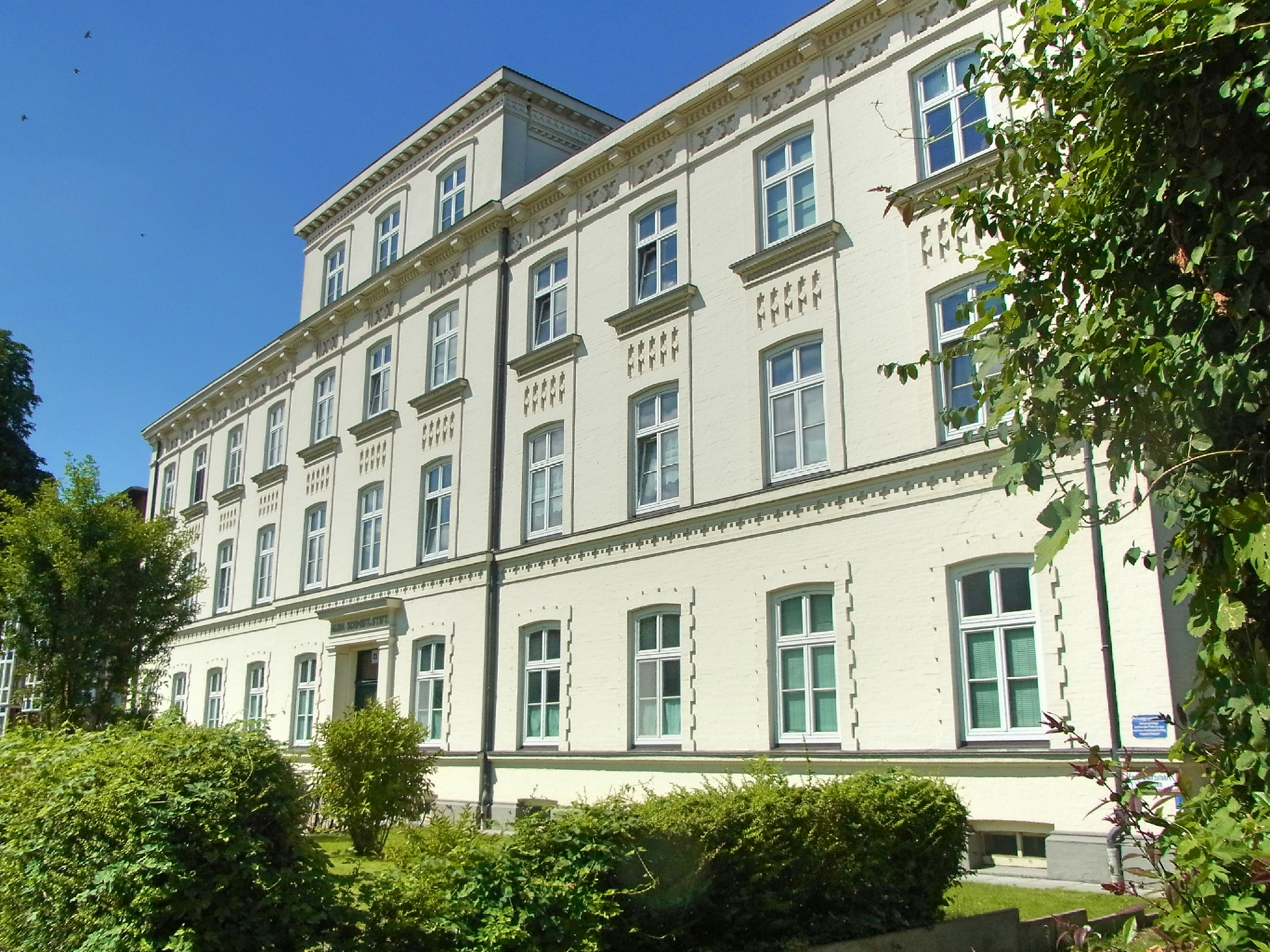
Alida Schmidt-Stiftung
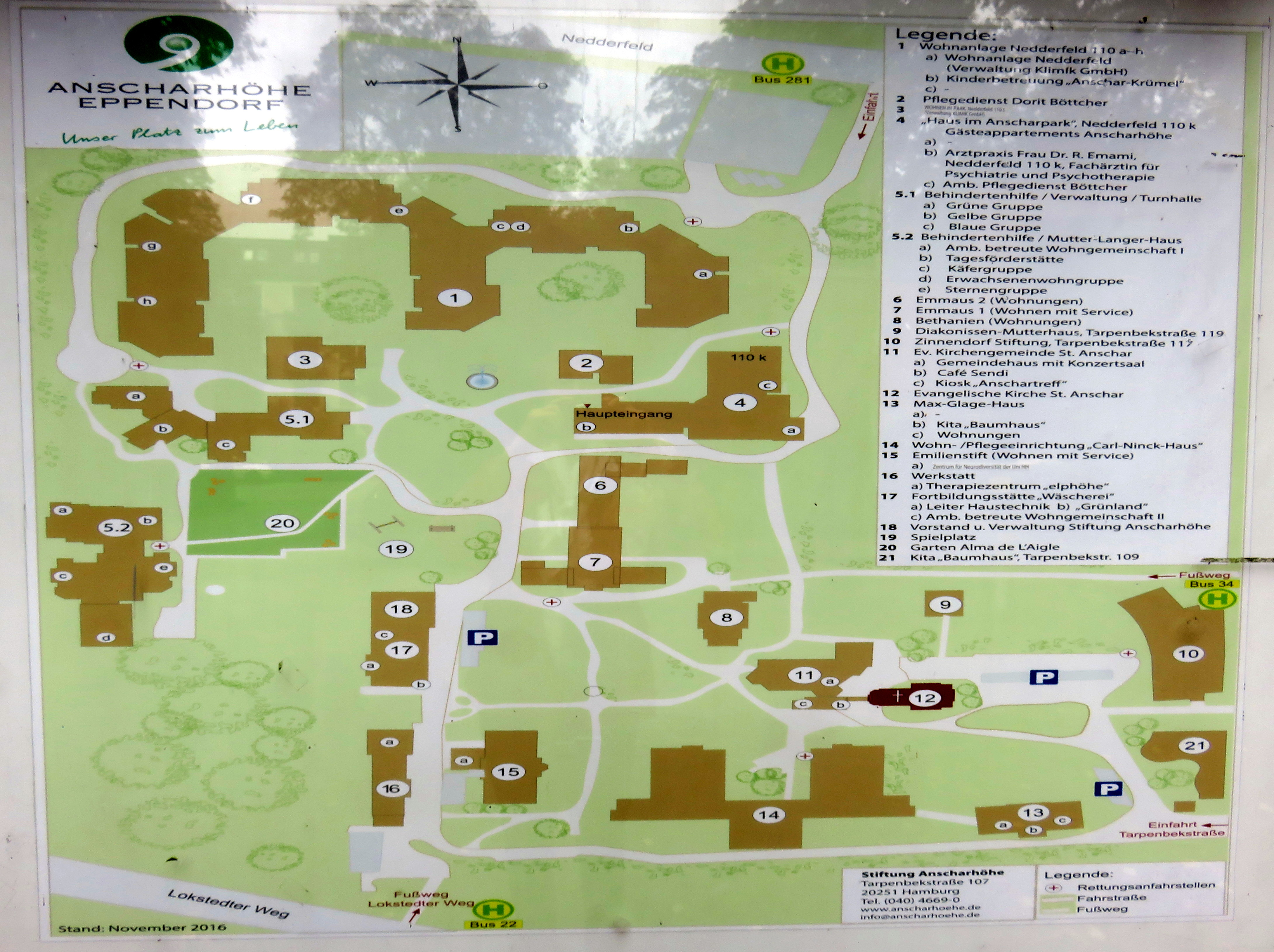
Stiftung Anscharhöhe
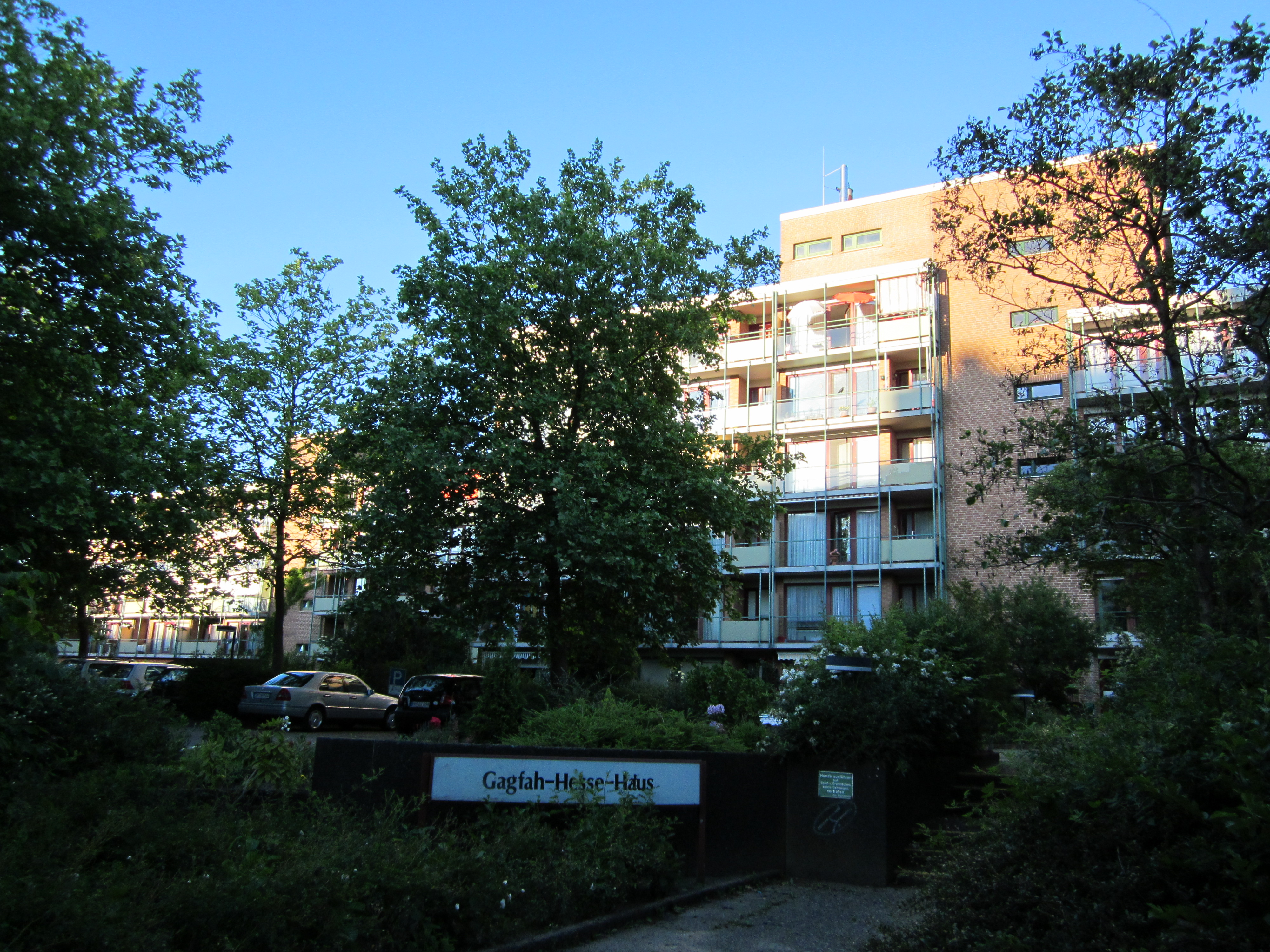
Hartwig-Hesse-Stiftung
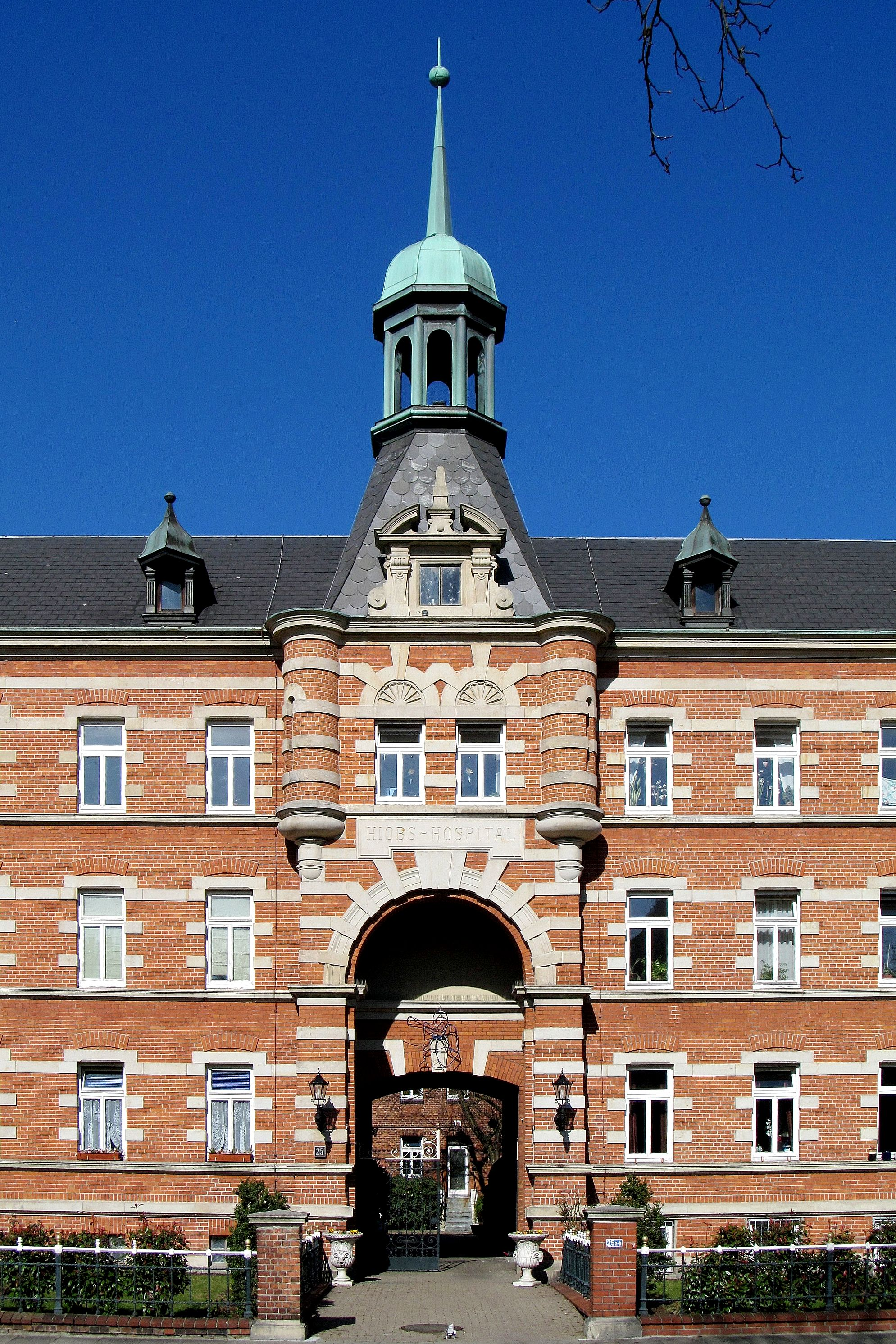
Hiobs-Hospital
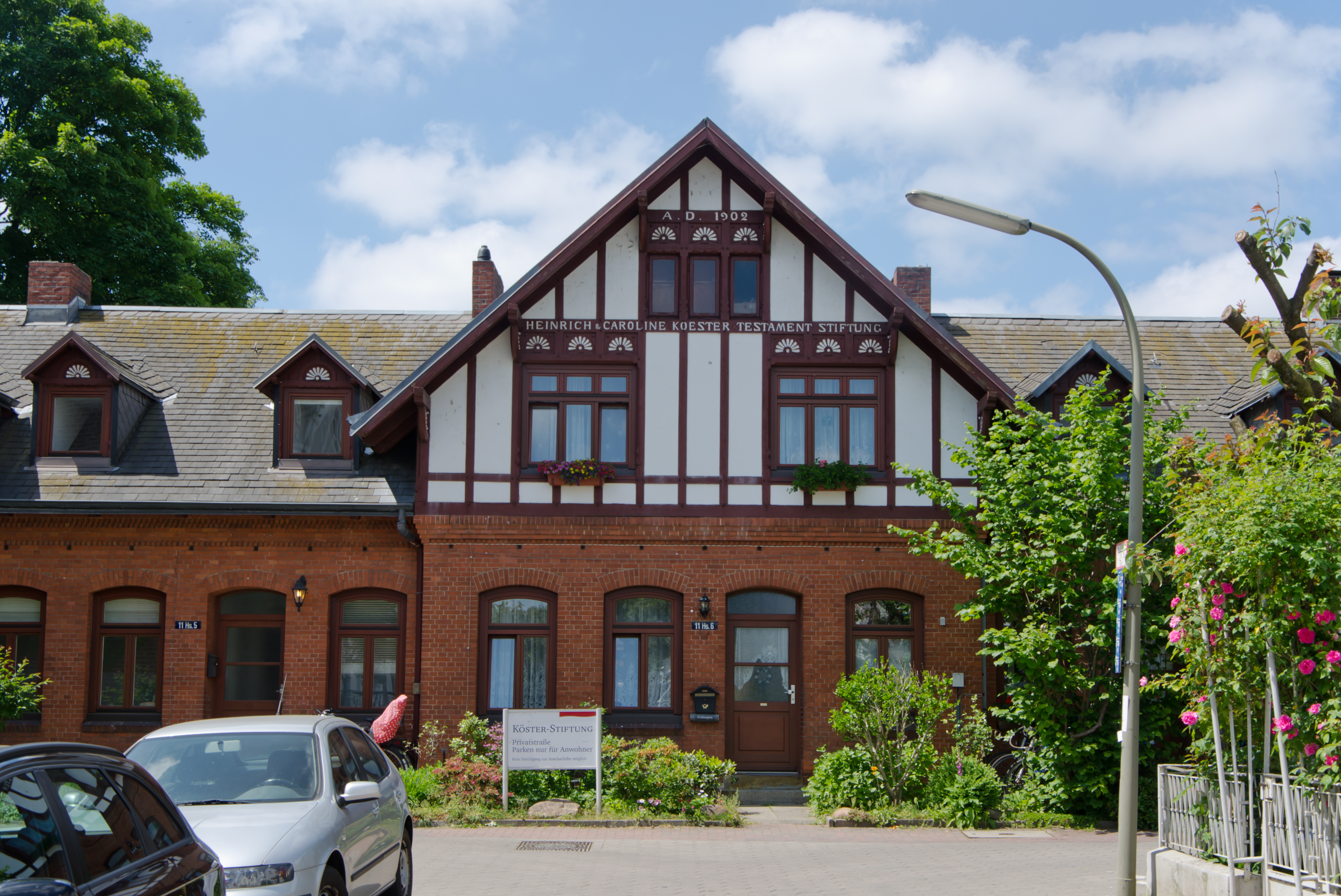
Köster-Stiftung
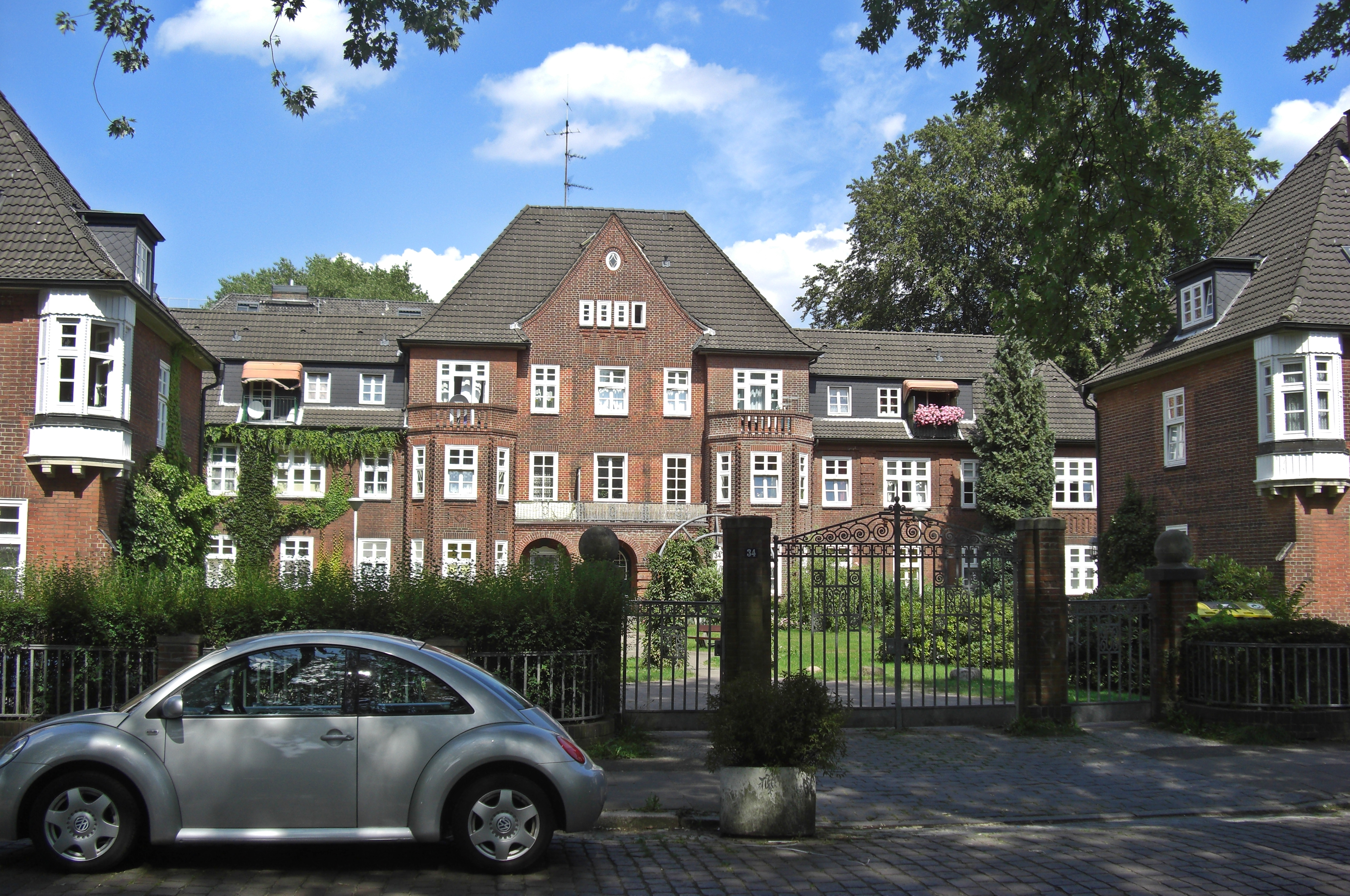
Lankenaustift
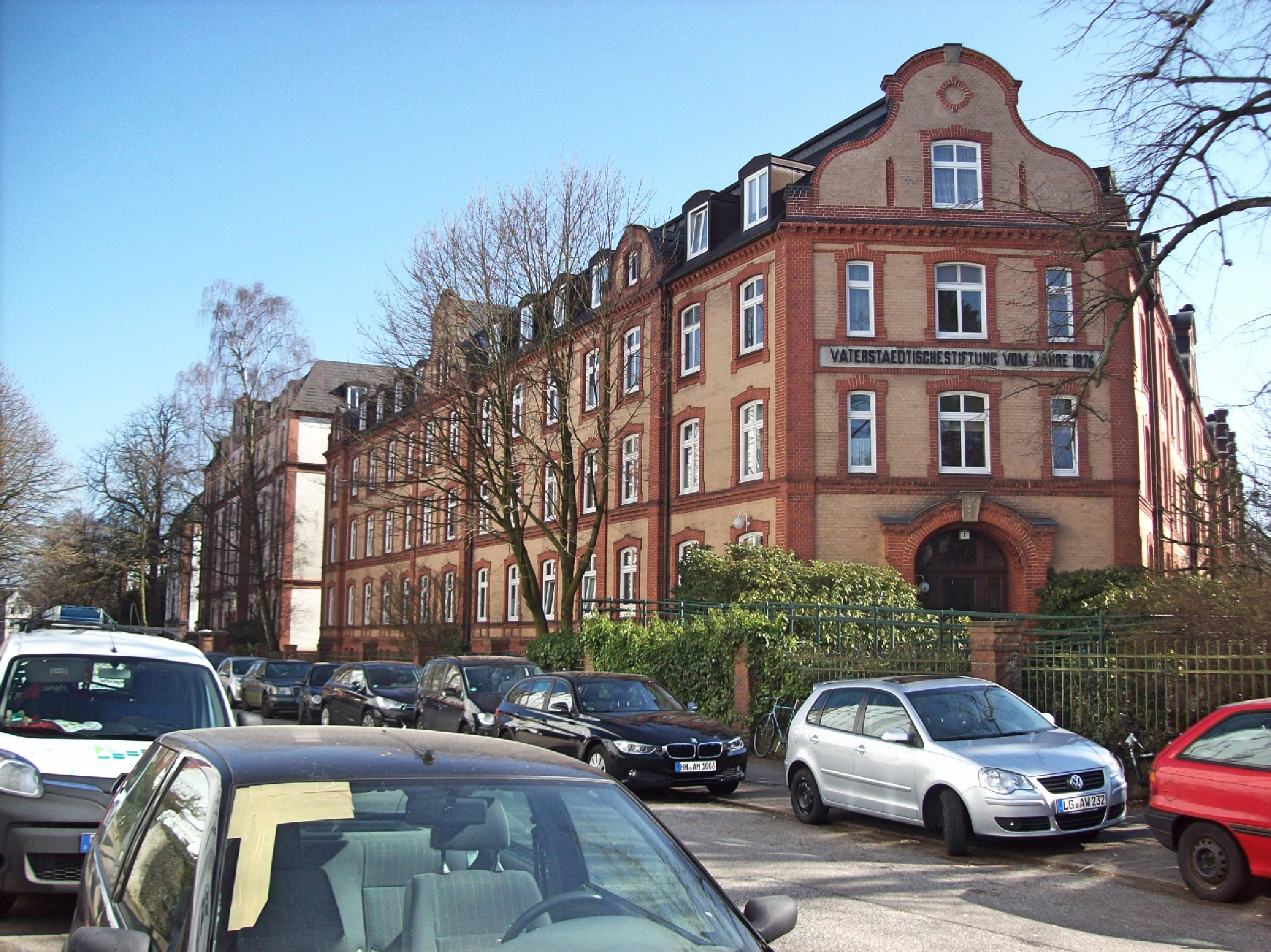
Vaterstädtische Stiftung